# تكوين الجاميتات
تكوين الجاميتات أو تكوين الأمشاج (بالإنجليزية: Gametogenesis)‏ هي الخطوة الأولى في التكاثر الجنسي. تحتوي هذه الخلايا على نصف عدد الكروموسومات المميز للنوع فهي أحادية المجموعة الكروموسومية، وتعرف الخلايا الجرثومية الانثوية الناضجة بالبيوض، بينما تعرف الذكرية منها بالنطف أو الحيامن. كما يطلق على العمليتين اللتان تؤديان إلى نشوء البيوض والنطف تكوين البيوض وتكوين النطف على التوالي، وهاتان العمليتان متشابهتان اساساً رغم الاختلافات المظهرية بين نواتجهما فكلاهما تبدأ بمرحلة تكاثر الخلايا الجرثومية الأولية، مروراً بالانقسام الاختزالي وطوري النمو والنضج.

## في الحيوانات

### التصنيفات
تنتج الحيوانات الأمشاج بشكل مباشر من خلال الانقسام الاختزالي من الخلايا الأم ثنائية الصبغيات في أعضاء تسمى الغدد التناسلية (الخصية عند الذكور والمبيضين في الإناث). لدى الذكور والإناث من الأنواع التي تتكاثر جنسيًا أشكالًا مختلفة من تكوين الجاميتات:
- تكوين الحيوانات المنوية (ذكر)
- البويضات (الإناث)